# Virostjärnen
Virostjärnen, Viroixtjärnen eller Virouxtjärnen, är en cirka 1 hektar stor tjärn i sydöstra delen av Vindelns kommun, cirka 8 kilometer nordöst om Tvärålund, och nära byn Sunnansjönäs. Tjärnen påstås vara "bottenlös". Namnet kommer av läraren och hemmansägaren Pierre Viroix från Rosinedal, Vindeln, som upptäckte den lilla tjärnen i skogen, och även uppges ha haft för vana att fiska där.

## Naturvärden
Enligt lokalbefolkningen ska tjärnen, som omges av sankmark, ha eller ha haft en population av den sällsynta ödlearten mindre vattensalamander.

## Spökrykte
Tjärnen är sedan minst 150 år känd för att vara en plats där övernaturliga fenomen påstås förekomma, och är ett vanligt mål för spökutflykter. Många personer sägs ha upplevt märkliga och väldigt skrämmande saker vid tjärnen. Fenomenen uppges dock ha upphört efter att en skogsväg drogs fram och ett område i närheten kalhöggs på 1970-talet.
Enligt muntlig tradition ansågs tjärnen vara ett kärt tillhåll för vittra, som ibland satt mitt på tjärnen i en eldröd dräkt och kammade sitt gyllene hår.

## Sägnen om Viroux
Enligt en sägen i trakten kom en fransk soldat ur Napoleons armé vid namn Viroux (eller Veraux) strax efter Finska kriget någon gång på tidigt 1800-tal vandrande upp längs Vindelälven till Degerfors, Västerbotten (nuvarande Vindeln). Där hittade han ett arbete. Senare träffade han en kvinna som han gifte sig med, och de bosatte sig och bildade familj på ett nybygge vid tjärnen, där de ska ha haft fem barn och ett mindre jordbruk med kor och getter.
En dag ska Viroux ha blivit galen, och mördat hela sin familj, samt dödat all boskap, med sitt soldatsvärd, för att sedan ta sitt eget liv.
Familjens osaliga andar sägs sedan dess spöka vid tjärnen.

### Sanningshalt
Det finns inte mycket i sägnen om Viroux som stämmer överens med verklighetens Pierre Viroix (1767-1841). Viroix var, trots sitt franskklingande namn, inte fransman utan kom från Småland, han bodde inte vid tjärnen utan i Rosinedal utanför Degerfors (Vindeln), och framförallt mördade han inte sin familj, utan såväl hans hustru som tre av barnen levde i många år efter hans död.